# Bataille de Great Bridge
Guerre d'indépendance des États-Unis
Batailles
Théâtre sud de la guerre d'indépendance des États-Unis (1775-1779)
- Gunpowder Incident
- Kemp's Landing
- Snow Campaign
- Savage's Old Fields
- Great Bridge
- Norfolk
- Moore's Creek Bridge
- Rice Boats
- Sullivan's Island
- Lindley's Fort
- Thomas Creek
- Frederica
- Alligator Bridge
- Prise de Savannah
- Beaufort
- Kettle Creek
- Brier Creek
- Stono Ferry
- Siège de Savannah

La bataille de Great Bridge est une bataille qui se déroule le 9 décembre 1775, dans la région de Great Bridge (en), en Virginie, au début de la guerre d'indépendance des États-Unis. La victoire de l'Armée continentale et des forces miliciennes entraîne le départ du gouverneur Lord Dunmore et des vestiges de la puissance britannique dans la Colonie de Virginie pendant les premiers jours du conflit.
À la suite de l'augmentation des tensions politiques et militaires au début de 1775, Dunmore et les dirigeants rebelles Whigs recrutent des troupes et s'engagent dans une lutte pour récupérer le matériel militaire disponible. La lutte se porte finalement sur Norfolk, où Dunmore avait trouvé refuge à bord d'un navire de la Royal Navy. Les forces de Dunmore fortifient un point stratégique sur la rivière traversant le sud du comté de Norfolk, à Great Bridge, tandis que les forces Whigs occupent l'autre rive. Dans une tentative pour briser les forces Whigs, Dunmore ordonne une attaque sur le pont, qui est repoussée de manière décisive. William Woodford (en), le commandant Whig de la bataille, l'a décrit comme « une seconde affaire Bunker Hill ».
Peu de temps après, Norfolk, bastion loyaliste, est abandonnée par Dunmore et ces derniers, qui fuient vers les navires de la marine situés dans le port. Le 1er janvier 1776, la ville est incendiée (en) par les deux parties.

## Contexte

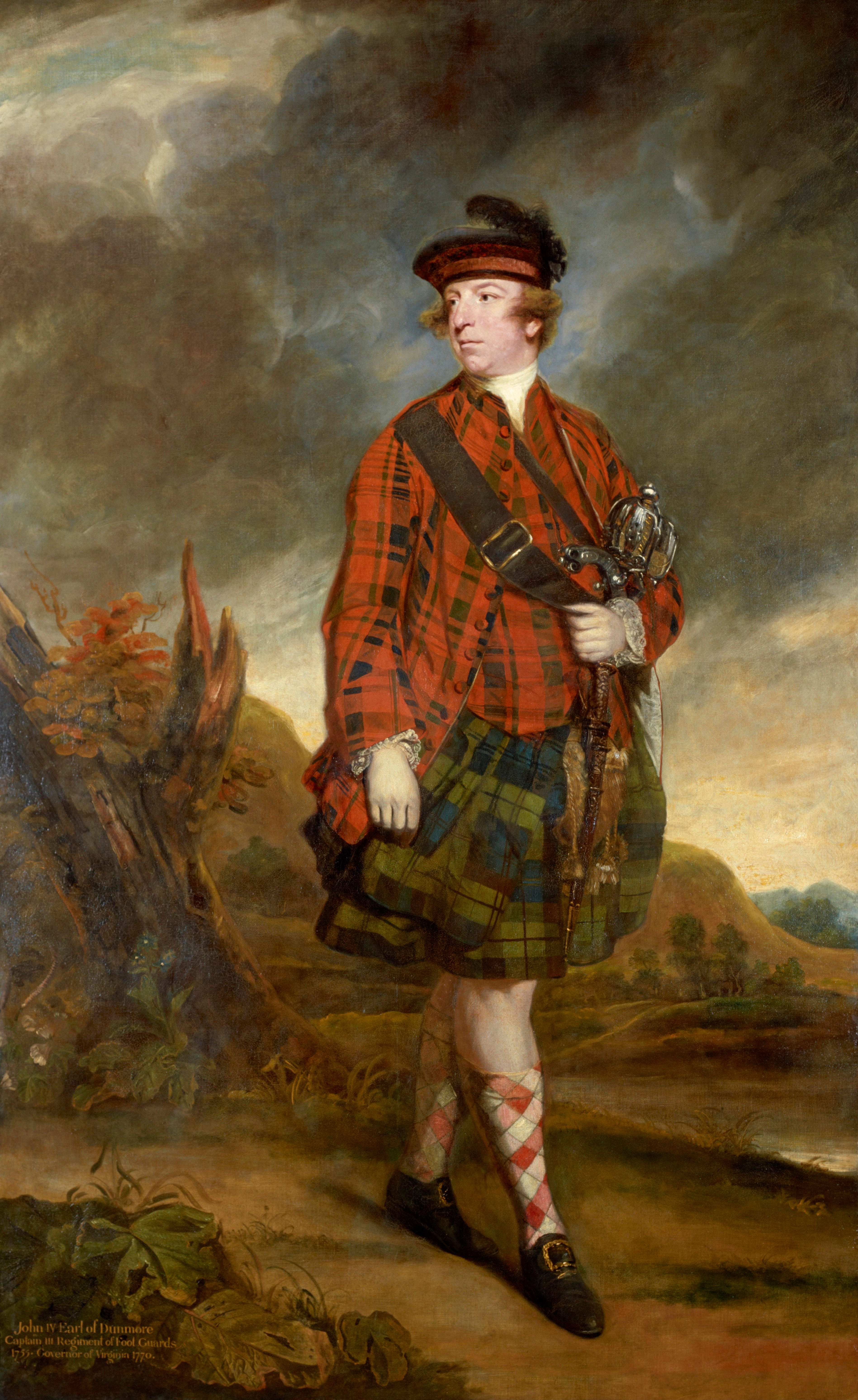
John Murray, 4e comte de Dunmore.

Des tensions dans la colonie britannique de Virginie débutent en avril 1775 à peu près au même moment que les hostilités de la guerre d'indépendance des États-Unis éclatent dans la Province de la baie du Massachusetts avec les batailles de Lexington et Concord. John Murray, 4e comte de Dunmore, le gouverneur royal de Virginie (en), renvoie l'assemblée législative coloniale, la Chambre des Bourgeois de Virginie, qui décide d'établir une assemblée provisoire, la Convention de Virginie (en). Les représentants autorisent les troupes de la milice à s'armer afin de mener une lutte pour le contrôle des approvisionnements militaires de la colonie. Sous les ordres de Lord Dunmore, les forces britanniques déplacent les stocks de poudre à canon de l'entrepôt colonial de la capitale de la colonie Williamsburg vers les navires de la Royal Navy, provoquant une confrontation entre les forces royales et les forces de la milice (en). Bien que l'incident ait été résolu sans violence, Dunmore, craignant pour sa propre sécurité, quitte Williamsburg en juin 1775 et place sa famille à bord d'un navire de la Royal Navy alors qu'une petite flotte britannique se constitue à Norfolk, une ville portuaire dont les commerçants ont des tendances loyalistes significatives. La menace posée par cette flotte britannique joue un rôle sur la faiblesse de l'activité Whig dans la ville.
Les incidents se poursuivent entre les rebelles d'un côté et les loyalistes de l'autre jusqu'en octobre, lorsque Dunmore acquiert suffisamment de soutien militaire pour commencer les opérations contre les colons rebelles. Le général Thomas Gage, commandant en chef britannique pour l'Amérique du Nord, envoie en Virginie de petits détachements du 14e régiment à pied afin de répondre aux demandes de soutien militaire de Dunmore. Le 12 octobre, ces troupes commencent à mener des raids dans les comtés environnants contre l'approvisionnement militaire rebelle. Cette activité se poursuit jusqu'à la fin du mois d'octobre, lorsqu'un petit navire britannique s'échoue avant d'être capturé par des rebelles lors d'une escarmouche près de Hampton. Des navires de la Royal Navy sont envoyés pour punir les habitants de la ville, mais ils sont repoussés par des milices coloniales lors d'un bref combat qui conduit à la mort et à la capture de plusieurs marins. Dunmore réagi à cet événement en publiant une proclamation le 7 novembre (en) dans laquelle il déclare la loi martiale et offre d'émanciper les esclaves de Virginie disposés à servir dans l'armée britannique. La proclamation alarme autant les esclavagistes rebelles que loyalistes, touchés par l'idée d'anciens esclaves armés et la perte potentielle de leurs biens. Néanmoins, Dunmore réussi à recruter suffisamment d'esclaves pour former le régiment éthiopien (en), ainsi qu'à lever une compagnie de loyalistes, appelé le Queen's Own Loyal Virginia Regiment (absorbé en 1776 par les Queen's Rangers (en)). Ces forces locales complètent les deux compagnies du 14e régiment à pied, en plus des forces navales, seule présence militaire britannique dans la colonie. Cette opération de recrutement réussie incite Dunmore à écrire le 30 novembre 1775 qu'il pourrait bientôt « réduire cette colonie au bon sens de son devoir ».

## Prélude

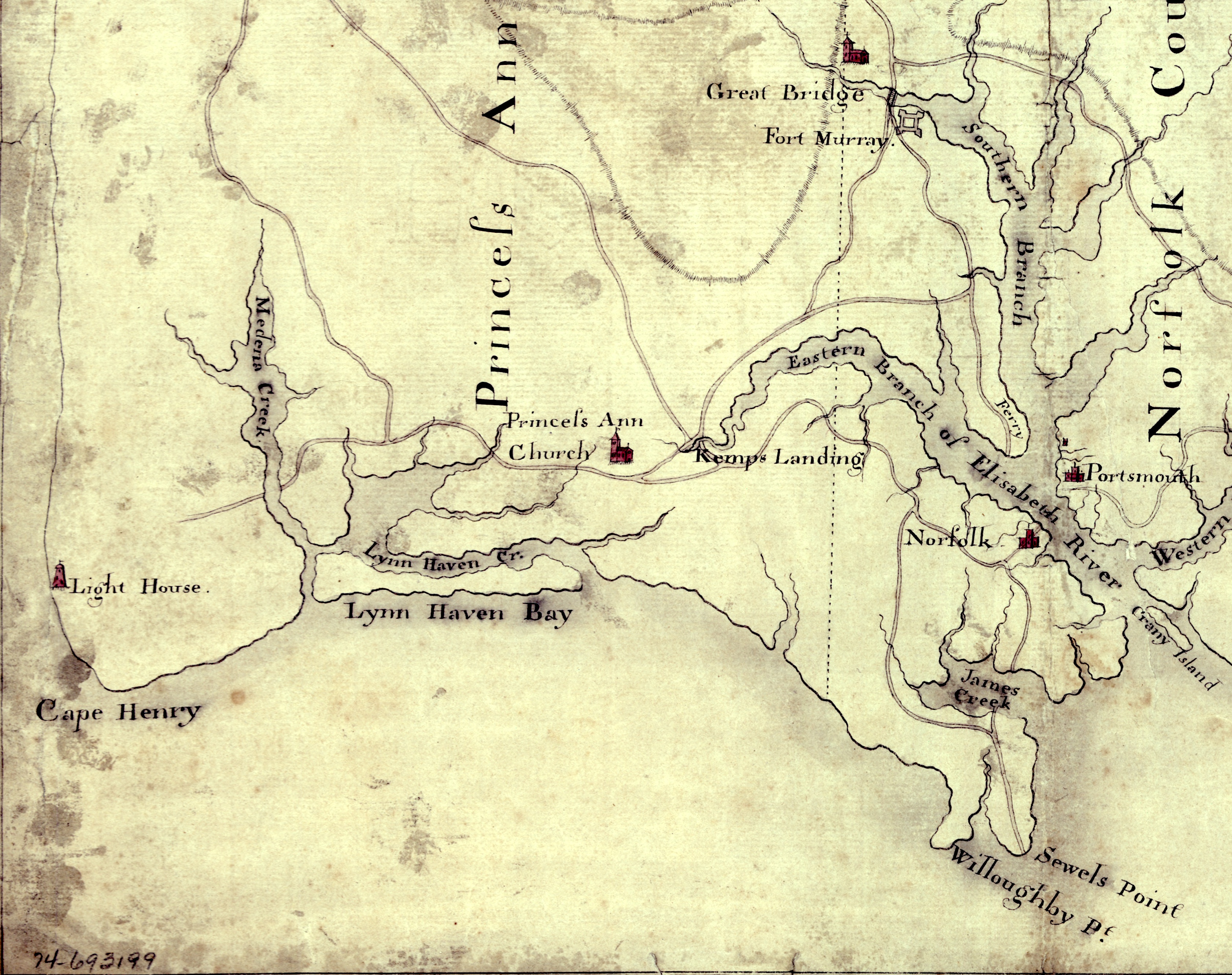
Détail d'une carte de 1775 montrant la région de Norfolk. Orienté avec le nord vers le bas, Fort Murray est visible près du sommet de la carte.

À son arrivée à Norfolk, Lord Dunmore ordonne la fortification du pont sur l'Elizabeth River, situé à environ 14 km au sud de Norfolk dans le village de Great Bridge (en). Le pont forme un point de défense naturel puisqu'il se trouve sur la seule route menant au sud depuis Norfolk vers la Caroline du Nord. Il est bordé des deux côtés par le Grand marais lugubre, et l'accès au pont se fait des deux côtés par une chaussée étroite. Dunmore envoie 25 hommes du 14e régiment à pied défendre le pont. Ces derniers érigent un petit fortin qu'ils appellent Fort Murray sur la rive qui mène à Norfolk. Ils retirent également le plancher de pont pour rendre le passage plus difficile. Le fort est armé de deux canons et de plusieurs petits pierriers. Les hommes du 14e régiment sont rejoints par de petites compagnies issues du régiment éthiopien (en) et du Queen's Own, ce qui porte la garnison entre 40 et 80 hommes.
En réponse à la proclamation de Dunmore, l'assemblée de Virginie ordonne à ses troupes de la milice de marcher sur Norfolk. William Woodford (en), le colonel qui dirige le 2e régiment de Virginie (en), avance vers le pont avec son régiment de 400 hommes et environ 100 fusiliers des Culpeper Minutemen. Le 2 décembre 1775, ils arrivent au pont et installent leur camp. À leur arrivée, les Britanniques se mettent à détruire des bâtiments près du fort pour assurer un champ de tir clair. Woodford est d'abord désireux d'attaquer le poste britannique, mais pensant qu'il n'a pas assez de canons pour surmonter une estimation trop généreuse des forces retranchées, il commence à retrancher sa position, alors que de plus en plus de miliciens arrivent des comtés environnants et de la Caroline du Nord. Des canons arrivent avec un contingent d'hommes de la Caroline du Nord, mais ils sont finalement inutiles car ils n'ont pas de montures. Woodford est également préoccupé par des rumeurs selon lesquelles un grand nombre de Highlanders écossais a rejoint les forces de Dunmore. Les rumeurs sont en partie vraies ; les Highlanders sont en fait 120 familles, mais peu d'hommes sont réellement compétents pour se battre. Le 8 décembre, les forces présentes dans le camp de la milice sont passées à près de 900, dont 700 combattants.
Dunmore apprend que la milice coloniale a acquis des canons, mais il ignore qu'ils ne sont pas opérationnels. Préoccupé par la sécurité de la garnison, il décide de prendre l'initiative et de lancer une attaque sur la position ennemie. Son plan prévoit une attaque de diversion menée par les compagnies éthiopiennes de la garnison en aval du pont pour attirer l'attention de la milice, tandis que la garnison, renforcée par des troupes supplémentaires arrivées de Norfolk, attaquerait à travers le pont au premières lueurs du matin.

## Bataille
Le renseignement de Dunmore l'informe que les forces rebelles comptent environ 400 hommes. Dans la nuit du 8 au 9 décembre, le capitaine Samuel Leslie mène des renforts jusqu'à Fort Murray qui arrivent vers 3 heures du matin. À son arrivée, il apprend que le détachement éthiopien chargé de la diversion n'est pas dans le fort. Ils ont été dépêchés pour un déploiement de routine sur un autre point de passage, Dunmore n'ayant pas envoyé d'ordres pour assurer leur disponibilité pour l'opération. Leslie décide tout de même de procéder à l'attaque. Après avoir laissé se reposer ses troupes quasiment jusqu'à l'aube, il envoie des hommes remplacer le plancher de pont. Une fois que cela terminé, le capitaine Charles Fordyce dirige une compagnie de 60 grenadiers à travers le pont. Ces derniers se retrouvent brièvement engagés dans une escarmouche avec des sentinelles de la milice, donnant l'alarme dans le camp au-delà des premiers retranchements. Les hommes de Fordyce sont ensuite rejoints par une compagnie d'artilleurs de la marine pour l'attaque, tandis que les compagnies Tory se positionnent sur la rive du pont côté Norfolk.
Figure yourself a strong breastwork built across a causeway, on which six men only could advance abreast; a large swamp almost surrounded them, at the back of which were two small breastworks to flank us in our attack on their intrenchments. Under these disadvantages it was impossible to succeed.
Dans le camp, le commandement de la milice ne s'est d'abord pas alarmé de cette apparente escarmouche avant de prendre conscience de la gravité de l'attaque. Alors que le reste du camp se mobilise, une compagnie de la milice comptant environ soixante hommes s'organise derrière des ouvrages de défense pour contrer la poussée britannique. Ils retiennent soigneusement leurs tirs jusqu'à ce que les grenadiers, avançant avec des baïonnettes, se situent à moins de 45 m, puis déchaînent un torrent de feu sur la colonne britannique. Fordyce, qui mène la colonne, est descendu à quelques pas des terrassements ainsi que beaucoup d'hommes. L'attaque britannique est repoussée alors que les tirs de la milice se poursuivent. Environ la moitié des hommes de Fordyce est tuée, et beaucoup sont blessés. Les artilleurs de la marine fournissent des tirs de couverture pour couvrir la retraite britannique à travers le pont, mais leurs petits canons ne font aucune impression aux fortifications miliciennes.
Juste après la fin de cette tentative britannique, le colonel Woodford qui a terminé d'organiser les forces dans le camp des rebelles, manœuvre à son tour vers les positions britanniques. Après un échange sans conséquence de tirs à longue portée, Woodford envoie les fusiliers des Culpeper Minutemen à gauche. Depuis cette position, les fusiliers, dont les armes ont une portée beaucoup plus grande que les mousquets, commencent à tirer sur la position britannique située de l'autre côté du pont. Les artilleurs de la marine, qui disposent des seules armes capables de rivaliser à cette portée avec les fusiliers, sont maintenant hors de position et sont également menacés par la principale force de la milice qui s'approche des défenses britanniques. Ces derniers mettent alors hors service leur canons et se retirent à travers le pont ; le capitaine Leslie ordonnant à ses hommes de se retirer vers Fort Murray. En 25 minutes, la tentative de Dunmore d'arrêter le renforcement des rebelles près de Norfolk est annihilée.

## Conséquences

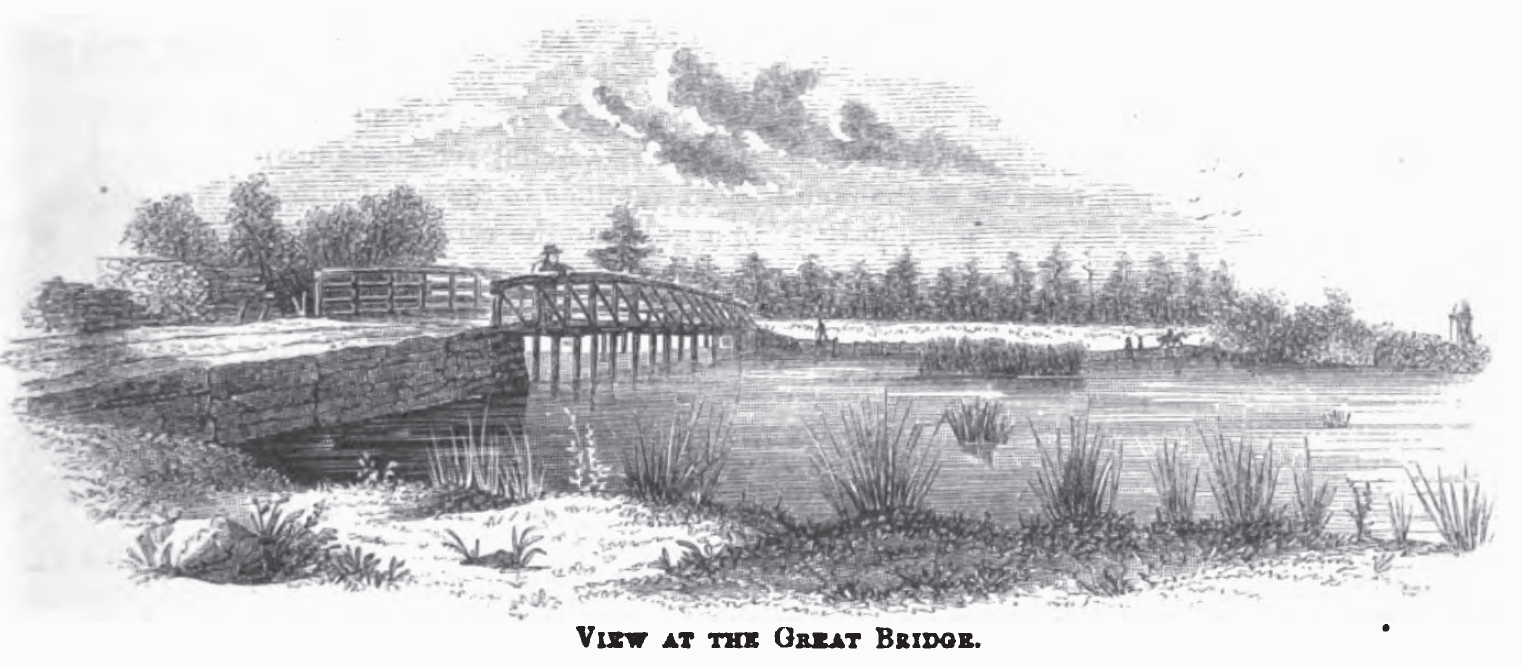
Croquis réalisé en 1850 de Great Bridge.

À la suite d'une trêve pour permettre aux Britanniques d’évacuer leurs morts et leurs blessés, les forces Loyalistes se faufilent dans la nuit pour retourner à Norfolk. Le capitaine Fordyce est enterré avec les honneurs militaires par les rebelles près du site de la bataille. Le rapport officiel de Dunmore fait état de 62 morts ou blessés lors de la bataille quand le rapport des patriotes estime les pertes britanniques à 102, excluant des victimes dans la milice. La seule victime rebelle reconnue est un homme avec une légère blessure au pouce. Le colonel William Woodford, qui rend compte des états de service à la bataille du 2e régiment de la Virginie (en), écrit dans une lettre publiée dans la Virginia Gazette (en) de Purdie le 15 décembre 1775 : « This was a second Bunker's Hill affair, in miniature; with this difference, that we kept our post, and had only one man wounded in the hand »,
Les forces de la milice de Virginie sont ensuite renforcées par l'arrivée de troupes de la Caroline du Nord sous le commandement du colonel Robert Howe. Dunmore reproche à Leslie d'avoir pris la décision d'attaquer sans la diversion qui devait accompagner l'attaque, bien que le résultat de la bataille n'eut peut-être pas été différent, même avec la diversion, compte tenu de la disparité des effectifs. Dans les jours suivants, Dunmore et ses partisans loyalistes se réfugient sur les navires de la Royal Navy alors que Norfolk est occupé par les forces rebelles victorieuses. Le danger que Dunmore pose à la cause des rebelles n'est cependant pas éliminé. Le général George Washington, commandant en chef de l'armée continentale et un Virginien qui connait bien Dunmore, écrit une lettre à Charles Lee à la fin du mois de décembre, pour prévenir que le danger persiste malgré la fuite de Dunmore. Il dit à Lee que « si cet homme n'est pas écrasé avant le printemps, il deviendra le plus formidable ennemi d'Amérique » et « rien de moins que de le priver de la vie ou de la liberté assurera la paix en Virginie ».
Après le refus des rebelles d'autoriser la livraison de provisions aux navires surpeuplés, Dunmore et le Commodore Henry Pellow décident de bombarder la ville. Le 1er janvier 1776, Norfolk est détruite (en) par les navires de la Royal Navy et leurs soutiens à terre, ainsi que par les troupes rebelles qui ont continué à piller et à brûler l'ancien bastion Tory. Lord Dunmore occupe Portsmouth en février 1776 et l'utilise comme base pour des opérations de raid jusqu'à la fin du mois de mars, lorsque le général Charles Lee le contraint à se repositionner sur les navires de la flotte britannique. Après d'autres opérations de raid dans la baie de Chesapeake, Dunmore et la flotte britannique partent pour New York en août 1776. Dunmore ne revient jamais en Virginie. Un marqueur routier est placé par l'État de Virginie en 1934 près du site de la bataille. 
En 1999, pour faire face à des projets immobiliers prévus sur le champ de bataille, les citoyens de la région s'organisent pour préserver leurs terres.